# Luis Lara Crespo
Luis Lara Crespo (1937, Pinar del Río, Cuba-19 de diciembre de 1959, Ibidem) fue un soldado, cabo y sargento menor cubano en el ejército de Fulgencio Batista. Comandante del primer grupo de resistencia armada al gobierno de Fidel Castro. Acusado de numerosos asesinatos fue capturado por un destacamento de milicias y fusilado.

## Carrera militar
La biografía temprana de Luis Lara Crespo no se refleja en las fuentes. Se sabe que provenía de una familia campesina del noroeste de Cuba y le gustaba jugar béisbol. Partidario del dictador Fulgencio Batista, se alistó en el ejército gubernamental. Desde febrero de 1958 ocupó el grado de cabo y al final del año fue ascendido a sargento menor. Se hizo conocido con el sobrenombre de Cabo Lara o Cabito.
Luis Lara Crespo participó activamente en la lucha armada contra la Revolución cubana. Sirvió en la Policía Militar de Pinar del Río. Fue acusado de al menos 17 asesinatos de revolucionarios capturados. El 20 de noviembre de 1958, en la aldea de Cabañas, Cabo Lara participó en la ejecución extrajudicial de 22 personas acusadas de pertenecer al Movimiento 26 de Julio, lo que fue conocido como la Masacre de Cabañas.

## Oposición anticastrista
El 1 de enero de 1959, la Revolución cubana derrocó al régimen de Fulgencio Batista. Luis Lara Crespo fue declarado criminal de guerra y arrestado. Sin embargo, logró escapar de la prisión y se escondió en la Sierra de Guaniguanico. Lara Crespo no admitió la derrota y decidió continuar la lucha armada contra la revolución y el gobierno de Fidel Castro. Contó con asistencia militar de Estados Unidos(sin fuente de datos) y del dictador de República Dominicana, Rafael Leónidas Trujillo. Bajo amenaza de cerco, planeaba huir de Cuba a Florida.
Cabo Lara reunió una pequeña fuerza guerrillera de ex soldados de Fulgencio Batista similares a él. El grupo operaba en diversas zonas de Minas de Mataambre en Pinar del Río, de donde era originario el propio Lara Crespo. El método principal fue la destrucción de la nueva infraestructura comercial y de los almacenes estatales y cooperativos. La acción de mayor magnitud fue la quema de una tienda cooperativa en el pueblo de Pan de Azúcar el 14 de agosto de 1959. Fue a partir de este episodio que la propaganda castrista comenzó a utilizar el término bandidos para referirse a la insurrección armada. La formación de Luis Lara Crespo es considerada el primer grupo organizado que ofreció resistencia armada al gobierno de Fidel Castro. El exilio cubano en Estados Unidos, la Agencia Central de Inteligencia y la propaganda oficial de Rafael Leónidas Trujillo llamaron la atención sobre las acciones de Lara Crespo. La emisora de radio dominicana Voz de Santo Domingo lo llamó líder rebelde y Trujillo le otorgó el título de Comandante.
Una gran formación militar al mando de Antonio Sánchez Díaz y Manuel Borjas Borjas fue enviada contra la formación de Cabo Lara. El 15 de agosto, al día siguiente de la acción en Pan de Azúcar, se produjo un enfrentamiento en el que Cabo Lara perdió a varias personas. Pero no fue posible eliminar al grupo. El Cabo Lara y sus hombres conocían mejor el terreno, eligieron hábilmente el momento y la dirección de sus ataques y rápidamente se separaron de la persecución.
Pero fue en sus lugares natales donde Lara Crespo fue reconocido por su servicio a Fulgencio Batista y sus crímenes. Por tanto, no contaba con el apoyo de la población, no contaba con refugios, inteligencia ni suministros de los campesinos. Además, en 1959, el nuevo régimen aún contaba con un apoyo significativo de la población. Fidel Castro se puso en contacto personalmente con el guía campesino local Leandro Odríguez Malagón y le ordenó que creara un destacamento para eliminar a la “banda contrarevolucionaria de Lara Crespo”. Castro le dijo a Rodríguez Malagón que la creación de una milicia en Cuba dependía de su éxito. Así surgió la primera formación de milicias, denominada Los Malagones. Posteriormente, cientos de miles de cubanos pasaron por las Milicias Nacionales Revolucionarias.
Unos 12 milicianos, entre ellos personas que conocían a Lara Crespo desde pequeño, incluido un compañero de béisbol, siguieron la pista y persiguieron sin descanso al grupo. El refugio fue descubierto el 18 de octubre de 1958 (fecha equivocada, no coincide con los hechos). La milicia estaba en superioridad numérica de 12 contra 7 y estaba mejor armada, con una ametralladora y un mortero. Luis Lara Crespo aceptó entregarse, pero con tres condiciones: no golpearlo, no permitir que los familiares de las víctimas se le acercaran y dejarle ver a su madre. Todo esto se llevó a cabo con la sanción de Fidel Castro. En su juicio, Luis Lara Crespo fue acusado de 23 cargos de violencia, incluidos asesinato y tortura. Lara Crespo, de 22 años, fue condenada a muerte y ejecutada el 19 de diciembre de 1959.

## Legado
Las acciones de Luis Lara Crespo y su formación son consideradas como el primer acto de resistencia armada organizada tras la victoria de la Revolución cubana. Ni cronológicamente ni en esencia sociopolítica se relacionan con la Rebelión del Escambray Más bien, fueron las últimas batallas de los partidarios del derrocado régimen de Fulgencio Batista y el “preludio” del movimiento rebelde anticastrista.
La valoración oficial cubana de Luis Lara Crespo es extremadamente negativa: se le considera un verdugo, bandido y asesino contrarrevolucionario. La disidencia cubana suele tratarlo con moderación, esto se debe a que la oposición anticastrista, en su mayor parte, también proviene de la Revolución cubana. Sólo unas pocas organizaciones de extrema derecha en el exilio llaman a Luis Lara Crespo un luchador por la libertad cubana. Sin embargo, su papel en la insurgencia es reconocido al margen de juicios de valor.